# Rossia moelleri
Rossia moelleri is een inktvis die voorkomt in de Noord-Atlantische Oceaan en de Noordelijke IJszee, oostwaarts naar de Laptevzee en westwaarts naar de Golf van Amundsen. Het komt voor aan West-en Noordoost-Groenland, het noordoosten van Canada, Labrador, Spitsbergen, Jan Mayen, en in de Karazee. R. moelleri leeft op een diepte van 17 tot 250 m.
R. moelleri kan een mantellengte van 50 mm bereiken.
In de Noorse wateren, wordt R. moelleri belaagd door schelvis (Melanogrammus aeglefinus) en de Atlantische kabeljauw (Gadus morhua).
Het soorttype is verzameld aan de kust van Groenland. Het was oorspronkelijk gedeponeerd bij het Zoologisk Museum van de Københavns Universitet in Kopenhagen, maar het is niet langer bestaande.